# جون جي يونغ، الابن
جون جي يونغ، الابن (بالإنجليزية: John J. Young Jr.)‏ (و. 1962  م) هو عالم أمريكي، ولد في نيونان، هو عضوٌ في الحزب الجمهوري.

## التعليم
تعلم في جامعة ستانفورد.